# Зоря Полтавщини
«Зоря́ Полта́вщини» — обласна громадсько-політична газета.

## Історія
Родоначальником сьогоднішньої «Зорі Полтавщини» вважаються «Полтавські губернські відомості» («Полтавскія губернскія ведомости»), перший номер яких вийшов 15 квітня 1838 року. Ця газета стала першим часописом Полтавщини. Вона друкувала в основному офіційні повідомлення — розпорядження про призначення і звільнення чиновників, вакансії, заохочення їх по службі тощо.
Після жовтневого перевороту 1917 року, з 1 листопада (19 жовтня за старим стилем) полтавська губернська газета виходила під назвою «Молот». Пізніше — «Голос комуніста», «Більшовик», «Голос труда», «Більшовик Полтавщини».
За іншими даними, «Зоря Полтавщини» бере початок від «Ізвєстій» Полтавської Ради робітничих і солдатських депутатів: «Вісті Полтавської Ради робітничих, солдатських і селянських депутатів» (№ 34, 35 1917 року), «Вісті Полтавської Ради робітничих, вояцьких та селянських депутатів» (1918 рік), «Бюллетень военно-революционного комитета Полтавщины», «Известия военно-революционного комитета Полтавщины» і «Известия Полтавского губернского комитета КП(б)У и Совета рабочих, крестьянских и красноармейских депутатов» в 1919 році. 3 № 8 від 9 червня 1920 року — «Вісті Полтавського губернського виконавчого комітету Ради робітничих, селянських та червоноармійських депутатів». 3 № 73 (248) від 12 квітня 1921 року — орган Полтавського губкому КП(б)У «Вісті — Известия». У 1922—1924 роках — «Голос труда», у 1924—1941-му — «Більшовик Полтавщини».
Першим редактором «Більшовика Полтавщини» був Лаврентій Дяченко. Потім газету редагували Я. Донський, Ф. Ільченко, М. Черевань, І. Горобець. Тривалий час в газеті працював фельєтоністом відомий український письменник Пилип Капельгородський.
Не завжди керівному режиму подобався стиль полтавських журналістів. В 1938 році у ГУЛАГ був засланий редактор «Більшовика Полтавщини» М. І. Черевань. Помер в таборі журналіст Ф. Є. Злидень, розстріляний по рішенню «особливої трійки» НКВС П. Й. Капельгородський.
Останній номер «Більшовика Полтавщини» вийшов 22 червня 1941 року — в день початку німецько-радянської війни. А у вересні 1943 року, після захоплення Полтави радянськими військами, з літака було скинуто перший свіжий номер обласної газети під назвою «Зоря Полтавщини», яку видання носить і зараз. Першим редактором повоєнної газети став Олександр Сидоренко.
В 1967 році газета нагороджена орденом «Трудового Червоного Прапора».
У 1961 році при редакції «Зорі Полтавщини» відкрився вечірній університет журналістики, який протягом тридцяти років очолювала ветеран редакції Н. С. Яворська.
Є у «Зорі Полтавщини» ще одна традиція. В 1949 році редакція започаткувала легкоатлетичну естафету на честь дня визволення Полтави від німецьких окупантів.
В повоєнний час редакцію очолювали М. Г. Миронець, Д. М. Прилюк, Ф. М. Коба, І. М. Наливайко, І. В. Сподаренко, Л. Ф. Кізь, Л. В. Думенко; Г. Ф. Гринь.

1998 рік. Редакційна колегія «Зорі Полтавщини».
(зліва направо: Надія Турчина, Олександр Макаренко, Леонід Думенко, Тетяна Дениско, Микола Качала, Леонід Остапець)

## Авдиторія, тематика, рубрики
«Зоря Полтавщини» виходить двічі на тиждень. Газета має і найбільшу серед періодичних видань області чисельність постійних передплатників в усіх районах області..
Газета публікується з тематичними додатками: «Порадниця» (корисні поради на всі випадки життя), «Доброго вам здоров'я» (рекомендації відомих медиків і народних цілителів), «Сійся, родися!…» (поради господарям саду та городу), «Ситуація» (юридичні поради, консультації), «Зустріч» (зустріч завжди дає шанс знайти своє щастя).
Газета верстається у власному дизайн-центрі «Зорі Полтавщини», друкується ТОВ «ФАКТОР-ДРУК» (Харків).

## Редакційна колегія
Головний редактор — Олександр Макаренко.